# بوجانگای پولکی
بوجانگای پولکی (نام علمی: Dicrurus bracteatus) نام یک گونه از تیره بوجانگا است.